# La Canonnière du Yang-Tsé
Pour les articles homonymes, voir Canonnière (homonymie).
Pour plus de détails, voir Fiche technique et Distribution.
La Canonnière du Yang-Tsé (titre original : The Sand Pebbles) est un film américain réalisé par Robert Wise, sorti en 1966.
En 1926, en Chine, la canonnière américaine San Pablo, saisie aux Espagnols en 1898, patrouillant sur le Yang-Tsé-Kiang dans les environs de Changsha, se retrouve en plein cœur des conflits des seigneurs de la guerre chinois.
L'action du film se déroule durant l'Expédition du Nord menée par les forces nationalistes de Tchang Kaï-chek. Certaines scènes sont directement inspirées de l'incident de Wanhsien qui eut lieu en août 1926 entre des bâtiments britanniques et une troupe d'un seigneur de la guerre du Sichuan, dans la région des Trois Gorges[réf. nécessaire].

## Synopsis
En 1926, le maître de première classe Jake Holman est transféré sur la canonnière de la patrouille du fleuve Yangtsé USS San Pablo, ce qui donne lieu à un jeu de mots phonétique, le navire étant surnommé le Sand Pebble (littéralement : le Galet de Sable) et ses marins des Sand Pebbles.
L'équipage a embauché des coolies pour faire l'essentiel du travail. Holman assume la responsabilité directe du fonctionnement et de l'entretien du moteur du navire, bouleversant Chien, le coolie chef de la salle des machines. Holman gagne également l'antipathie de la plupart de ses collègues marins, mais devient un ami proche de Frenchy, un marin chevronné mais sensible.
Alors que le navire est en patrouille, Holman découvre un sérieux problème avec le moteur. Il informe le commandant, le lieutenant Collins, qu'ils doivent s'arrêter pour des réparations, mais Collins refuse jusqu'à ce que l'officier exécutif Bordelles déclare une urgence mécanique. Chien insiste pour faire les réparations, et Holman acquiesce pour le laisser sauver la face. Chien est tué lorsque le moteur verrouillé passe en vitesse, et le coolie en chef Lop-eye Shing blâme Holman. Holman choisit Po-Han pour reprendre le travail de Chien ; avec le temps, les deux deviennent amis.
Po-Han est harcelé par un grand marin intimidant nommé Stawski, ce qui entraîne un match de boxe sur lequel les membres d'équipage placent des paris. Holman est dans le coin de son ami Po-Han, qui, bien qu'il ait été sévèrement battu par Stawski, finit par l'emporter. Sa victoire entraîne plus de frictions entre Holman et le reste de l'équipage.
Lorsqu'arrive la nouvelle d'un incident impliquant des canonnières britanniques, Collins ordonne à l'équipage de ne riposter à aucun feu des Chinois, pour éviter un incident diplomatique. Lop-eye envoie à dessein Po-Han à terre, où il est, comme prévu, pourchassé sur la plage, capturé et lentement torturé (lingchi) par une foule. Lorsque Collins est incapable d'acheter la libération de Po-Han, Po-Han supplie quelqu'un de le tuer ; Holman désobéit aux ordres et tire sur son ami.
Le San Pablo reste amarré sur la rivière Xiang à Changsha, en raison des faibles niveaux d'eau, pendant l'hiver 1926–1927. Il doit faire face à des foules de plus en plus hostiles qui l'entourent dans de nombreux petits bateaux. Le Lt Collins craint également une mutinerie.
Frenchy a sauvé une femme chinoise instruite, Maily, de la prostitution en payant ses dettes. Il l'épouse et nage régulièrement à terre pour lui rendre visite, mais meurt une nuit d'une pneumonie. Holman trouve Maily au chevet du cadavre de Frenchy. Des Chinois font alors irruption, battent Holman et tuent Maily, meurtre dont ils accuseront Holman. Le lendemain, une foule exige que Holman lui soit remis en tant que "meurtrier" de Maily et de son bébé à naître. Collins rejette la demande, les Chinois bloquent alors la canonnière. L'équipage craint pour sa sécurité et exige que Holman se rende aux Chinois. Collins restaure son autorité en tirant une rafale de mitrailleuse Lewis dans l'eau, devant la proue de l'un des sampans chinois.
Avec l'arrivée du printemps, l'équipage peut reprendre les patrouilles fluviales, mais l'incident de Nankin donne l'ordre de retourner sur la côte. Collins désobéit et voyage en amont du lac Dongting pour évacuer le missionnaire idéaliste et anti-impérialiste Jameson et son assistante enseignante, Shirley Eckert, d'une mission éloignée. Holman avait rencontré Eckert à Hankou des mois plus tôt, et les deux avaient des sentiments amoureux naissants l'un pour l'autre.
Le San Pablo doit percer une estacade constituée de jonques reliées par une énorme corde de bambou bloquant la rivière. Une équipe d'arraisonnement est envoyée pour couper la corde. Des combats éclatent au cours desquels douze membres d'équipage américains et de nombreux autres Chinois sont tués. Holman coupe la corde, avec une hache, sous le feu. Il est contraint de tuer un jeune milicien chinois qui l'attaque, puis le reconnaît comme un ami de Jameson et Eckert. Le navire continue en amont.
Collins conduit Holman, Crosley et Bronson à terre. Jameson refuse le sauvetage, affirmant que lui et Eckert ont renoncé à leur citoyenneté américaine. Collins ordonne à Holman de retirer de force Eckert et Jameson, mais Holman déclare qu'il va rester avec eux. Les soldats nationalistes attaquent soudainement, tuant Jameson. Collins ordonne à la patrouille d'emmener Eckert au navire et reste derrière pour fournir un feu de couverture. Collins est tué, laissant ironiquement Holman, normalement rebelle, aux commandes. Holman et Eckert se séparent en larmes, se déclarant enfin leur amour l'un pour l'autre, Holman lui assurant qu'il suivra sous peu. Holman tue une douzaine de soldats mais est mortellement abattu juste au moment où il s'apprête à rejoindre les autres. Ses derniers mots perplexes sont : « J'étais à la maison. Qu'est-ce qui s'est passé. Que diable s'est-il passé ?"
Eckert et les deux marins restants atteignent le navire et le San Pablo s'éloigne.

## Fiche technique
- Titre original : The Sand Pebbles
- Titre français : La Canonnière du Yang-Tse
- Réalisation : Robert Wise
- Scénario : Robert Anderson et Richard McKenna, d'après le livre de Richard McKenna
- Direction artistique : Boris Leven
- Costumes : Renié
- Directeur de la photographie : Joseph MacDonald
- Musique : Jerry Goldsmith
- Production : Robert Wise
- Pays de production :  États-Unis
- Société de production et de distribution : 20th Century Fox
- Langue : anglais
- Format : Couleurs Deluxe - Panavision 70 mm 2.20 Son stéréo 6 pistes + 35 mm Scope 2.35 Mono
- Durée : 182 minutes, initialement 196 minutes
- Genre : drame, aventure, guerre, historique
- Dates de sortie :
  - États-Unis : 20 décembre 1966
  - France : 8 février 1967
- Affiches : Raymond Elseviers (Belgique), Howard Terpning (États-Unis), Jean Mascii (France), Enzo Nistri (Italie)

## Distribution
- Steve McQueen (VF : Jacques Deschamps) : Jake Holman
- Richard Attenborough (VF : Jacques Marin) : Frenchy Burgoyne
- Richard Crenna (VF : Jacques Dacqmine) : le capitaine Collins
- Candice Bergen (VF : Anouk Ferjac) : Shirley Eckert
- Marayat Andriane (VF : elle-même) : Maily
- Mako : Po-Han
- Larry Gates (VF : Richard Francœur) : le révérend Jameson
- Charles Robinson (en) (VF : Philippe Mareuil) : le lieutenant Bordelles
- Simon Oakland (VF : Claude Bertrand) : l'aide mécanicien Stawski
- Ford Rainey (VF : Jean Clarieux) : l'électricien Harris
- Joe Turkel (VF : Jean-Pierre Duclos) : Bronson
- Gavin MacLeod (VF : Henry Djanik) : le servant mitrailleur Crosley
- Richard Loo : le major Chin
- Barney Phillips (VF : Fernand Rauzéna) : Franks
- Gus Trikonis : Restorff
- James Jeter (en) (VF : Marcel Painvin) : Farren
- Tom Middleton (VF : Albert Augier) : l'aide infirmier Jennings
- Paul Chinpae : Cho-jen
- Beulah Quo (en) (VF : Lita Recio) : Mama Chunk
- James Hong : Victor Shu
- Ted Fish (VF : Pierre Collet) : le premier maître Wellbeck

Acteurs non crédités
- Frank Coghlan Jr. : l'homme chauve à lunettes au Red Kettle Bar
- Larry Duran : le client bagarreur
- Jon Lormer (VF : Paul Villé) : Hamilton
- Walter Reed (VF : Raymond Loyer) : le client enchérisseur
- Henry Wang (VF : Jean Berton) : « Le Borgne » (Lop-eye Shing en VO)
- Ben Wright (VF : Jean-François Laley) : le sujet britannique

## Autour du film
- Le film a été tourné à Hong Kong et Taïwan. La rivière Keelung a été utilisée pour les tournages fluviaux.
- Le tournage commença à Keelung (Taïwan) le 22 novembre 1965, continua à partir de mars 1966 à Hong Kong et les scènes intérieures furent filmées aux studios Fox à partir de juin 1966. Au total, le tournage dura 7 mois, au lieu des 9 semaines prévues à l'origine.
- Dans ce film, Steve McQueen est doublé en français par Jacques Deschamps, Jacques Thébault étant au Liban à ce moment-là[1].
- Dans la scène de la barque avec Candice Bergen, Steve McQueen en uniforme marin arbore des Liberty Cuffs avec des motifs de dragons au revers de son uniforme.
- L'actrice Marayat Andriane, qui joue Maily, est plus connue sous le pseudonyme d'Emmanuelle Arsan, auteure du roman Emmanuelle publié en 1959, puis adapté en une série de films et de téléfilms à partir de 1974.
- La Canonnière du Yang-Tsé a été nommé sept fois aux Golden Globes en 1967 dont ceux du meilleur film et du meilleur réalisateur. Richard Attenborough s'est vu récompensé du Golden Globe du meilleur acteur dans un second rôle. En revanche le film ne reçut aucune récompense aux Oscars malgré ses 8 nominations (meilleur film, acteur, acteur dans un second rôle, meilleure photographie en couleurs, meilleurs décors et meilleur direction artistique en couleurs, meilleur son, montage, musique de film).
- Pour La Canonnière du Yang-Tsé Steve McQueen a été nommé au Golden Globe du meilleur acteur dans un film dramatique mais n'obtint pas la récompense. Il fut toutefois distingué par l'Henrietta Award. C'est le seul film de la carrière de Steve McQueen qui a permis à ce dernier d'être nommé à un Oscar (en l'occurrence celui du meilleur acteur), une récompense qu'il ne gagnera jamais.